# 小崎亞衣
小崎亞衣（日语：こざき亜衣，1982年2月22日—），日本漫畫家。

## 經歷
千葉縣出身，多摩美術大學映像演劇學科肄業之後，從事插畫工作及擔任助手。2007年以〈さよならジル様〉獲得第51屆千葉徹彌賞一般部門大賞出道，本作品爾後登載於雜誌Morning。 
2015年作品《薙刀社青春日記》榮獲第60屆小學館漫畫賞的一般向部門賞。

## 相關人物
小崎亞衣的哥哥是漫畫家小崎祐介。